# Третій шлуночок
Третій шлуночок (лат. ventriculus tertius) — один з чотирьох поєднаних порожнин, заповненими рідиною, які утворюють шлуночкову систему у головному мозку ссавців. Третій шлуночок — серединна порожнина в проміжному мозку між двома таламусами (парний орган), наповнена цереброспінальною рідиною (ЦСР).
Він знаходиться між лівим і правим бічними шлуночками. Через третій шлуночок проходить середня спайка (лат. commissura media thalami), яка містить таламічні нейрони й волокна, які з'єднують дві  половини таламуса між собою.

## Структура
Третій шлуночок з'єднується з латеральними шлуночками попереду міжшлуночкових (Монроєвих) отворів. Він також з'єднується з четвертим шлуночком позаду від Сільвієвого водогону (лат. aqueductus Silvii) (водогону середнього мозку).

### Розвиток
Третій шлуночок, як і інші частини шлуночкової системи мозку, розвивається з центрального нервового каналу нервової трубки. Зокрема, він виходить із тієї частини трубки, яка присутня в передньому мозку (prosencephalon), і згодом у розвитку проміжного мозку.

### Межі

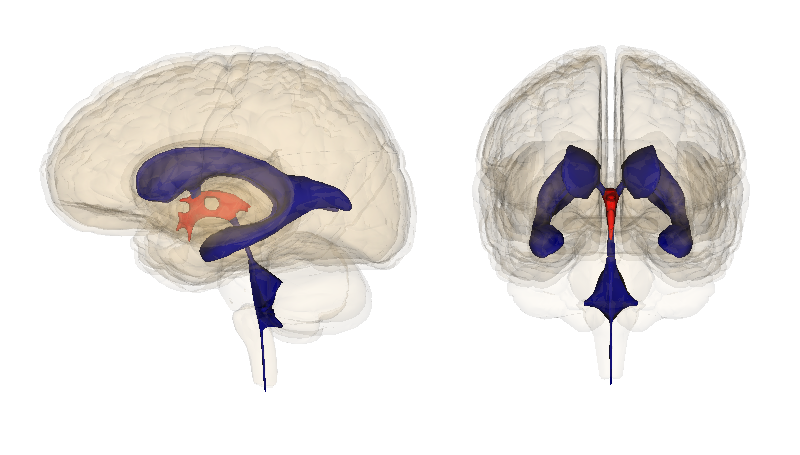
Третій шлуночок

Третій шлуночок обмежують таламус і гіпоталамус з обох лівої і правої сторін. Термінальна платівка (лат. lamina terminalis) формує передню стінку. «Підлога» формується гіпоталамічними структурами. «Дах» формується епендимою, яка вистилає нижні частини судинної оболонки (лат. tela choroidea) третього шлуночка.

### Виступи третього шлуночка
Є два виступи на передній частині третього шлуночка:
- вище перехресту зорових нервів)
- вище стебла гіпофіза.

Крім того, є два виступи на задній стороні, вище Сільвієвого водогону:
- вище шишкоподібної залози
- в шишкоподібне тіло

## Клінічне значення
Підлога третього шлуночка утворена гіпоталамічними структурами і може бути відкрита хірургічним шляхом між мамиллярними тілами й гіпофізом (ендоскопічна терціовентрікулостомія). Процедура проводиться для звільнення додаткової рідини при гідроцефалії.
Кілька досліджень знайшли докази розширення шлуночків при великій депресії, зокрема, розширення третього шлуночка. ці спостереження інтерпретуються як вказівку на загибель нервової тканини в ділянках мозку, прилеглих до розширених шлуночків.

## Додаткові зображення

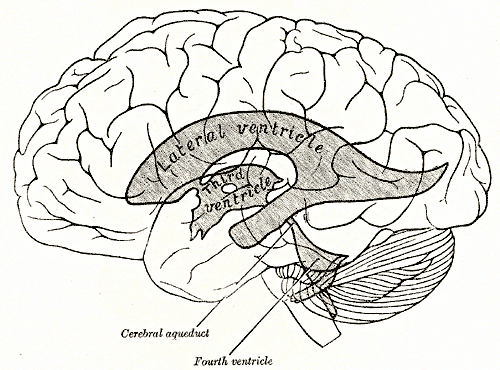
Третій шлуночок
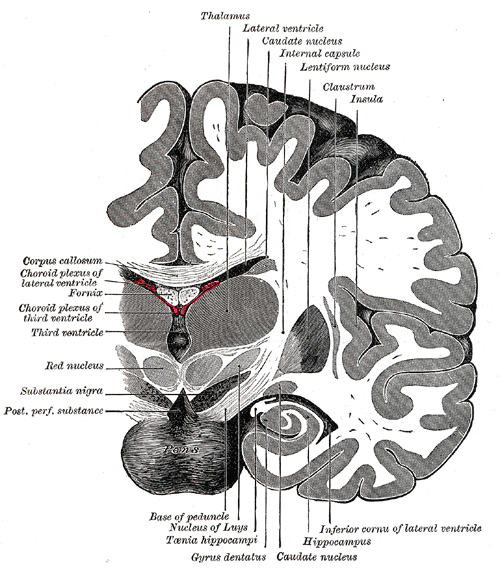
Вінцевий розтин мозку, безпосередньо перед мостом.
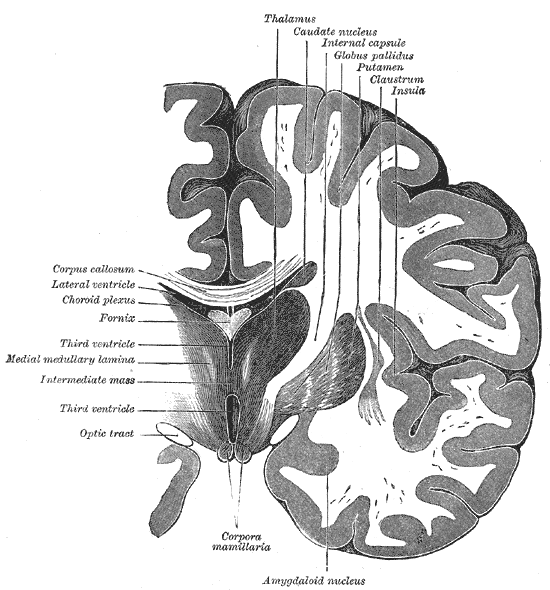
Вінцевий розтин мозку через проміжні маса третього шлуночка.
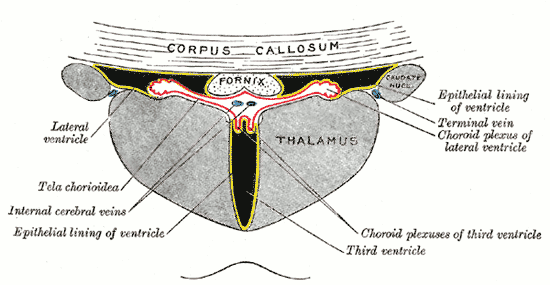
Вінцевий розтин бічного і третього шлуночків.
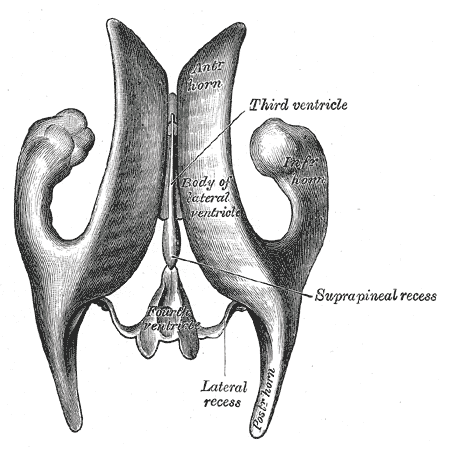
Схема шлуночкової порожнини, якщо дивитися зверху.
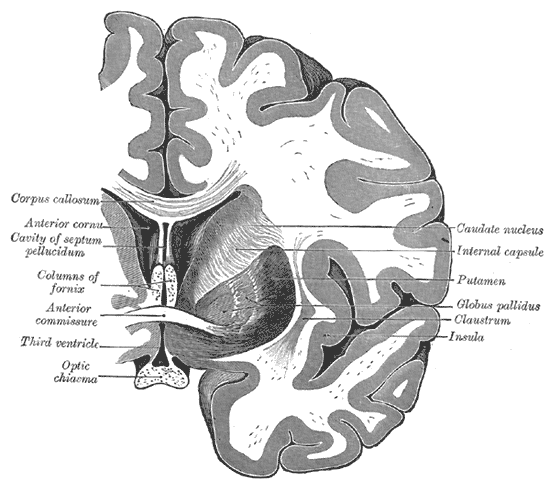
Вінцевий розтин мозку через передню спайку.
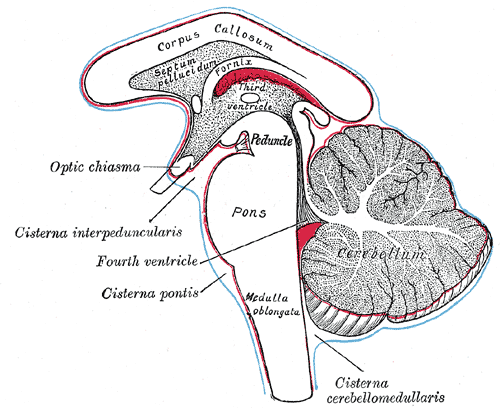
Діаграма, що показує позиції три основні субарахноїдальні цистерни.
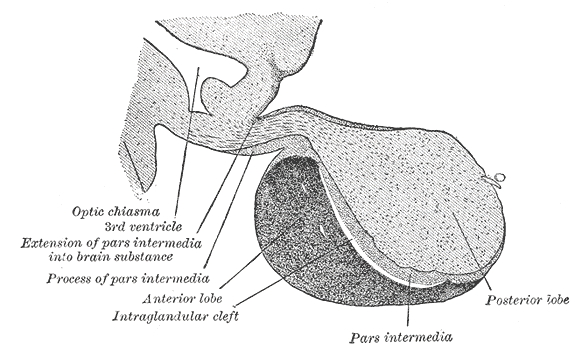
Серединний сагітальний розтин через гіпофіз дорослої мавпи.
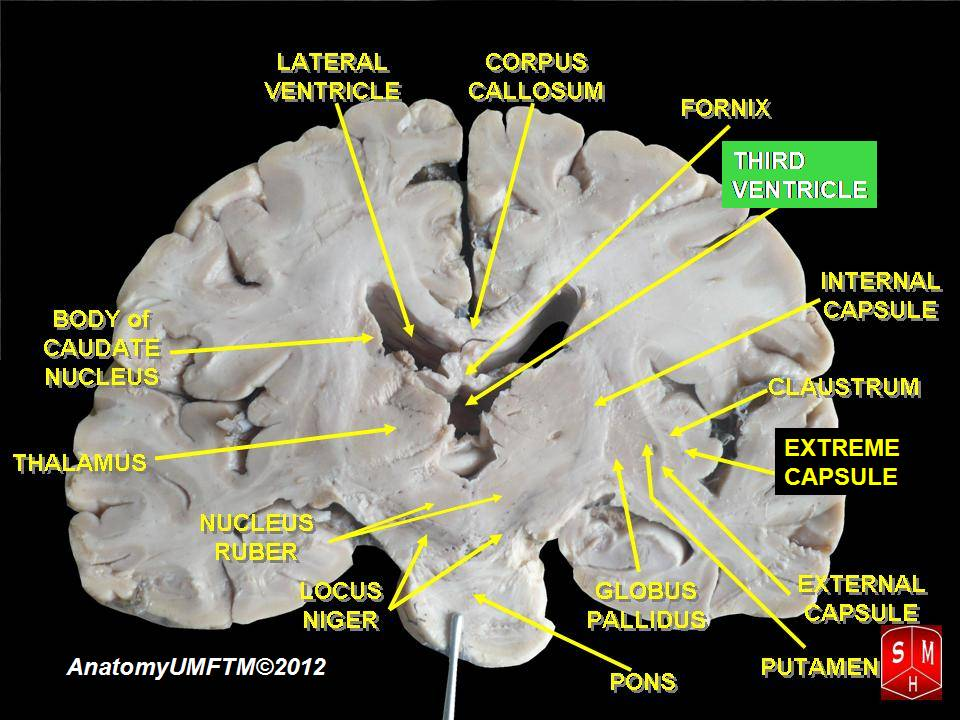
Третій шлуночок
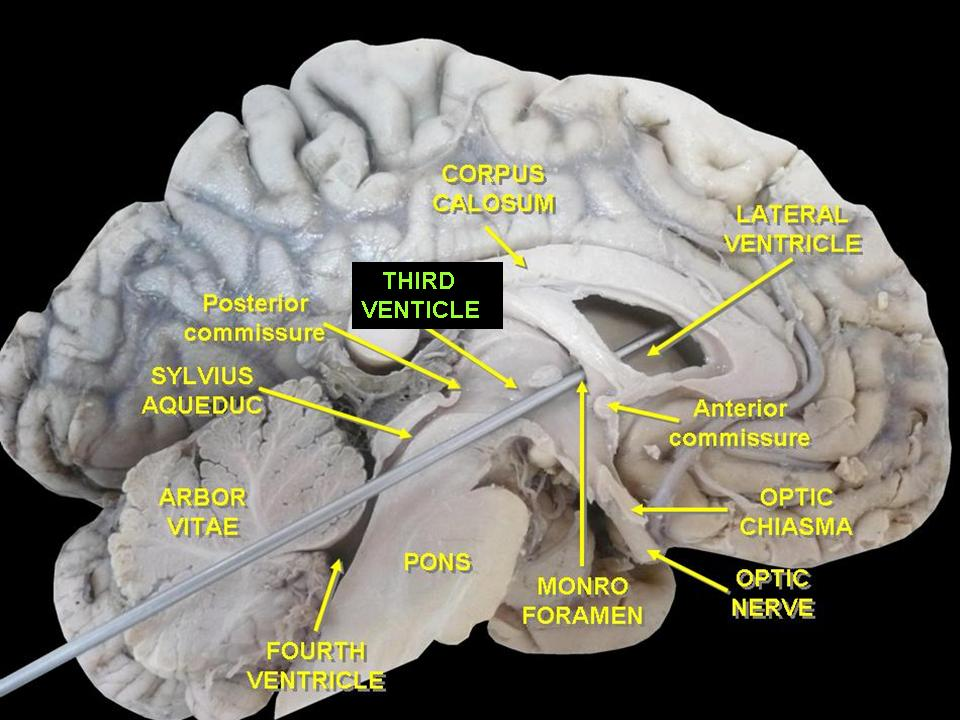
Третій шлуночок